# José Bernardo Dorante
José Bernardo Dorante, ou José Bernardo Durante, est l'une des huit paroisses civiles de la municipalité de Jiménez dans l'État de Lara au Venezuela. Sa capitale est El Hato.

## Géographie

### Démographie
Hormis sa capitale El Hato, la paroisse civile comporte plusieurs localités, dont :
- Cerritos de San José
- Chaimare
  - Chaimare Abajo
  - Chaimare Arriba
- El Hato
- Hato Abajo
- La Vigía
- Los Ortices
- San José de Quibor